# Dicranomyia (Sivalimnobia) alticola
Dicranomyia (Sivalimnobia) alticola is een tweevleugelige uit de familie steltmuggen (Limoniidae). De soort komt voor in het Oriëntaals gebied.